# Saison 1966-1967 du FC Nantes
Chronologie
Saison précédente Saison suivante
La saison 1966-1967 du FC Nantes est la 24ème saison de l'histoire du club nantais. Le club est engagé dans quatre compétitions : la Division 1 (4ème participation), la Coupe de France (24e participation), le Challenge des champions (2e participation), et la Coupe des clubs champions (2e participation).

## Effectif

### Tableau des transferts

#### Transferts du mercato d'été
| Nom                 | Nationalité | Poste     | Modalités | Provenance/Destination | Division               |
| ------------------- | ----------- | --------- | --------- | ---------------------- | ---------------------- |
| Arrivées            |             |           |           |                        |                        |
| Jean-Michel Fouché  | France      | Gardien   |           | FC Nantes rés.         | DH - Ouest (D4)        |
| Bernard Teigner     | France      | Gardien   |           |                        |                        |
| René Le Lamer       | France      | Défenseur |           | FC Nantes rés.         | DH - Ouest (D4)        |
| Henri Michel        | France      | Milieu    |           | AS aixoise             | Division 2 (D2)        |
| Christian Drouet    | France      | Attaquant |           |                        |                        |
| Vladimir Kovačević  | Yougoslavie | Attaquant |           | FK Partizan Belgrade   | Prva Savezna Liga (D1) |
| Roger Marchi        | France      | Attaquant |           | AS Cherbourg           | Division 2 (D2)        |
| Départs             |             |           |           |                        |                        |
| Yves Jort           | France      | Défenseur |           |                        |                        |
| Jean-Pierre Mourier | France      | Défenseur |           | SC Toulon              | Division 2 (D2)        |
| Ramon Muller        | Argentine   | Milieu    |           | RC Strasbourg          | Division 1 (D1)        |
| Roger Marchi        | France      | Attaquant |           | US Le Mans             | CFA - Ouest (D3)       |
| Bako Touré          | Mali        | Attaquant |           | AC Ajaccio             | Division 2 (D2)        |

#### Transferts hors mercato
| Nom          | Nationalité | Poste     | Modalités  | Provenance/Destination | Division        |
| ------------ | ----------- | --------- | ---------- | ---------------------- | --------------- |
| Arrivées     |             |           |            |                        |                 |
| Alain Barret | France      | Attaquant | (décembre) | Limoges FC             | Division 2 (D2) |

## Compétitions

### Division 1
| Date                       | Journée | Adversaire               | Lieu | Score | Buteurs du FC Nantes                                     | Class. | Affluence |
| -------------------------- | ------- | ------------------------ | ---- | ----- | -------------------------------------------------------- | ------ | --------- |
| Dimanche 21 août 1966      | J01     | Olympique lyonnais       | Dom. | 5 - 2 | Gondet 35e, Simon 37e, Prou 41e, Blanchet 43e 79e        |        | 13.858    |
| Mercredi 24 août 1966      | J03     | RC Paris-Sedan           | Ext. | 3 - 3 | Prou 16e, Gondet 39e, Simon 50e                          |        | 10.756    |
| Samedi 27 août 1966        | J02     | RC Lens                  | Dom. | 3 - 1 | Robin 24e 68e, Simon 70e                                 |        | 18.453    |
| Samedi 3 septembre 1966    | J04     | Stade rennais UC         | Dom. | 1 - 0 | Blanchet 76e                                             |        | 20.258    |
| Samedi 10 septembre 1966   | J05     | FC Girondins de Bordeaux | Ext. | 1 - 0 | Gondet 85e                                               |        | 22.005    |
| Mercredi 14 septembre 1966 | J06     | AS Monaco FC             | Ext. | 0 - 0 | -                                                        |        | 6.966     |
| Samedi 17 septembre 1966   | J07     | FC Sochaux-Montbéliard   | Dom. | 1 - 1 | Prou 30e                                                 |        | 19.040    |
| Vendredi 23 septembre 1966 | J08     | Stade de Paris FC        | Ext. | 0 - 1 | -                                                        |        | 20.498    |
| Samedi 1er octobre 1966    | J09     | US Valenciennes-Anzin    | Dom. | 3 - 1 | Magny 30e 35e, Drouet 39e                                |        | 14.582    |
| Dimanche 9 octobre 1966    | J10     | AS Saint-Étienne         | Ext. | 3 - 3 | Magny 30e, Blanchet 36e, Kovačević 86e                   |        | 28.175    |
| Mercredi 12 octobre 1966   | J11     | Stade de Reims           | Dom. | 6 - 2 | Blanchet 17e, Magny 33e 59e 63e, Suaudeau 35e, Simon 59e |        | 19.870    |
| Dimanche 16 octobre 1966   | J12     | Lille OSC                | Ext. | 4 - 2 | Kovačević 61e, Simon 63e, Magny 82e, Blanchet 90e        |        | 14.779    |
| Vendredi 28 octobre 1966   | J13     | Nîmes Olympique          | Dom. | 5 - 3 | Simon 38e, Kovačević 45e, Magny 51e 62e 82e              |        | 13.175    |
| Mardi 1er novembre 1966    | J14     | Angers SCO               | Ext. | 1 - 1 | Robin 43e                                                |        | 17.872    |
| Dimanche 6 novembre 1966   | J15     | Toulouse FC              | Dom. | 2 - 2 | Simon 81e, Robin 86e                                     |        | 11.116    |
| Mardi 15 novembre 1966     | J16     | OGC Nice                 | Ext. | 1 - 3 | Kovačević 19e                                            |        | 21.777    |
| Dimanche 20 novembre 1966  | J17     | FC Rouen                 | Dom. | 0 - 0 | -                                                        |        | 12.372    |
| Dimanche 4 décembre 1966   | J18     | Olympique de Marseille   | Ext. | 0 - 1 | -                                                        |        | 20.983    |
| Dimanche 11 décembre 1966  | J19     | RC Strasbourg            | Dom. | 4 - 0 | Géorgin 9e, Barret 19e, Simon 76e, Magny 82e             |        | 13.325    |
| Dimanche 18 décembre 1966  | J20     | Olympique lyonnais       | Ext. | 2 - 1 | De Michèle 4e, Magny 49e                                 |        | 13.236    |
| Dimanche 8 janvier 1967    | J21     | RC Lens                  | Ext. | 0 - 4 | -                                                        |        | 14.654    |
| Dimanche 22 janvier 1967   | J22     | RC Paris-Sedan           | Dom. | 3 - 1 | Gondet 5e 70e, Michel 21e                                |        | 16.918    |
| Dimanche 29 janvier 1967   | J23     | Stade rennais UC         | Ext. | 2 - 2 | Kovačević 25e, Gondet 30e                                |        | 22.503    |
| Dimanche 5 février 1967    | J24     | FC Girondins de Bordeaux | Dom. | 1 - 1 | Magny 83e                                                |        | 20.170    |
| Dimanche 26 février 1967   | J26     | FC Sochaux-Montbéliard   | Ext. | 1 - 1 | Gondet 8e                                                |        | 9.725     |
| Samedi 4 mars 1967         | J27     | Stade de Paris FC        | Dom. | 3 - 0 | Simon 33e, Suaudeau 59e 85e                              |        | 14.261    |
| Dimanche 19 mars 1967      | J28     | US Valenciennes-Anzin    | Ext. | 0 - 0 | -                                                        |        | 6.728     |
| Samedi 25 mars 1967        | J29     | AS Saint-Étienne         | Dom. | 4 - 1 | Michel 8e, Blanchet 47e, Gondet 53e 56e                  |        | 24.527    |
| Samedi 8 avril 1967        | J30     | Stade de Reims           | Ext. | 1 - 1 | Kovačević 16e                                            |        | 12.252    |
| Samedi 15 avril 1967       | J31     | Lille OSC                | Dom. | 4 - 0 | Barret 19e 80e, Kovačević 32e, Gondet 44e                |        | 16.475    |
| Samedi 23 avril 1967       | J25     | AS Monaco FC             | Dom. | 2 - 1 | Barret 21e, Blanchet 28e                                 |        | 16.597    |
| Samedi 29 avril 1967       | J32     | Nîmes Olympique          | Ext. | 0 - 1 | -                                                        |        | 13.779    |
| Mercredi 3 mai 1967        | J33     | Angers SCO               | Dom. | 2 - 1 | Blanchet 35e, Kovačević 53e                              |        | 21.532    |
| Samedi 6 mai 1967          | J34     | Toulouse FC              | Ext. | 2 - 2 | Le Chenadec 23e, Magny 25e                               |        | 10.566    |
| Samedi 13 mai 1967         | J35     | OGC Nice                 | Dom. | 4 - 1 | Blanchet 25e, Gondet 47e, Suaudeau 80e, Simon 85e        |        | 15.693    |
| Samedi 20 mai 1967         | J36     | FC Rouen                 | Ext. | 3 - 3 | Gondet 2e 78e, Simon 28e                                 |        | 14.324    |
| Dimanche 28 mai 1967       | J37     | Olympique de Marseille   | Dom. | 3 - 3 | Blanchet 79e, Gondet 82e, Simon 89e                      |        | 14.707    |
| Mardi 10 juin 1967         | J38     | RC Strasbourg            | Ext. | 1 - 1 | Blanchet 39e                                             |        | 10.998    |

### Coupe de France
| Date                     | Tour                    | Adversaire   | Niveau            | Lieu   | Score      | Buteurs du FC Nantes                       | Affluence |
| ------------------------ | ----------------------- | ------------ | ----------------- | ------ | ---------- | ------------------------------------------ | --------- |
| Dimanche 15 janvier 1967 | 1/32e de finale         | Toulouse FC  | D1                | Neutre | 4 - 0      | Blanchet 53e 57e, Kovačević 54e, Magny 67e | 8.249     |
| Dimanche 12 février 1967 | 1/16e de finale         | ES La Ciotat | DH - Sud-Est (D4) | Neutre | 2 - 1      | Simon 11e, Magny 74e                       | 8.670     |
| Dimanche 12 mars 1967    | 1/8e de finale          | AS Angoulême | D2                | Neutre | 1 - 1 a.p. | Simon 59e                                  | 11.995    |
| Mercredi 15 mars 1967    | 1/8e de finale (rejoué) | AS Angoulême | D2                | Neutre | 0 - 1      | -                                          | 18.345    |

### Challenge des Champions
| Date               | Tour   | Adversaire     | Niveau | Lieu | Score | Buteurs du FC Nantes | Affluence |
| ------------------ | ------ | -------------- | ------ | ---- | ----- | -------------------- | --------- |
| Lundi 13 juin 1966 | Finale | Stade de Reims | D1     | Dom. | 0 - 2 | -                    | 16.000    |

### Coupe des Clubs Champions (C1)
| Date                      | Tour                    | Adversaire   | Niveau            | Lieu | Score | Buteurs du FC Nantes                             | Affluence |
| ------------------------- | ----------------------- | ------------ | ----------------- | ---- | ----- | ------------------------------------------------ | --------- |
| Mercredi 7 septembre 1966 | 1er tour - aller        | KR Reykjavik | Úrvalsdeild (D1)  | Ext. | 3 - 2 | Gondet 6e 62e, Simon 10e                         | 2.332     |
| Mercredi 5 octobre 1966   | 1er tour - retour       | KR Reykjavik | Úrvalsdeild (D1)  | Dom. | 5 - 2 | Suaudeau 8e, Simon 9e, Magny 42e 65e, Michel 63e | 8.087     |
| Mercredi 30 novembre 1966 | 1/8e de finale - aller  | Celtic FC    | Division One (D1) | Dom. | 1 - 3 | Magny 17e                                        | 15.464    |
| Mercredi 7 décembre 1966  | 1/8e de finale - retour | Celtic FC    | Division One (D1) | Ext. | 1 - 3 | Géorgin 43e                                      | 39.120    |

## Statistiques

### Statistiques collectives
| Compétition               | Débute au tour  | Termine        | Matches joués | Gagnés | Nuls | Perdus | Buts pour | Buts contre | Différence |
| ------------------------- | --------------- | -------------- | ------------- | ------ | ---- | ------ | --------- | ----------- | ---------- |
| Division 1                | -               | 2e             | 38            | 17     | 16   | 5      | 81        | 51          | +30        |
| Coupe de France           | 1/32e de finale | 1/8e de finale | 4             | 2      | 1    | 1      | 7         | 3           | +4         |
| Coupe des Clubs Champions | 1er tour        | 1/8e de finale | 4             | 2      | 0    | 2      | 10        | 10          | +0         |
| Total                     | -               | -              | 46            | 21     | 17   | 8      | 98        | 64          | +34        |

## Affluences
L'affluence à domicile du FC Nantes atteint un total de 316 928 spectateurs en 19 rencontres de Division 1, soit une moyenne de 16 680/match.
Affluence du FC Nantes à domicile